# Dean Woods
Pour les articles homonymes, voir Woods.
Dean Anthony Woods (né le 22 juin 1966 à Wangaratta et mort le 3 mars 2022) est un coureur cycliste australien. 
Spécialiste de la poursuite, il a été champion olympique de la poursuite par équipes aux Jeux olympiques de 1984 à Los Angeles, puis deux fois médaillé de bronze en 1988 et 1996, et médaillé d'argent de la poursuite individuelle aux Jeux olympiques de 1988 et aux championnats du monde de 1989.

## Palmarès sur piste

### Jeux olympiques
- Los Angeles 1984
  -  Champion olympique de la poursuite par équipes (avec Michael Grenda, Kevin Nichols et Michael Turtur)
- Séoul 1988
  -  Médaillé d'argent de la poursuite individuelle
  -  Médaillé de bronze de la poursuite par équipes
- Atlanta 1996
  -  Médaillé de bronze de la poursuite par équipes

### Championnats du monde
- Lyon 1989
  -  Médaillé d'argent de la poursuite

### Championnats du monde amateurs
- Colorado Springs 1986
  -  Médaillé de bronze de la poursuite

### Championnats du monde juniors
- 1983
  -  Champion du monde de poursuite juniors
  -  Médaillé d'argent de la course aux points juniors
- 1984
  -  Champion du monde de poursuite juniors

### Jeux du Commonwealth
- 1986
  -  Médaillé d'or de la poursuite
  -  Médaillé d'or de la poursuite par équipes
  -  Médaillé d'argent des 10 milles

### Six jours
- 1994
  - Six jours de Grenoble (avec Jean-Claude Colotti)
- 1995
  - 2e des Six jours de Cologne
  - 3e des Six jours de Grenoble
- 1996
  - 3e des Six jours de Cologne

### Championnats d'Australie
- 1986
  - 2e de l'américaine
- 1987
  - 2e de l'américaine
- 1988
  - 3e de l'américaine
- 1992
  - 3e de l'américaine
- 1994
  - 2e de l'américaine
- 1996
  -  Champion d'Australie de l'américaine (avec Brett Aitken)

## Palmarès sur route
- 1986
  - Course de côte du mont Coudon
- 1987
  - Tour du Chablais
  - Course de côte du mont Coudon
- 1989
  - 2e du Circuit des Ardennes flamandes - Ichtegem
- 1991
  - 1rea étape du Tour de Suède
- 1993
  - 2e étape du Herald Sun Tour
  - Melbourne to Warrnambool Classic

## Distinctions
- Espoir masculin de l'année aux Australian Sport Awards : 1984.